# Акуресса (підрозділ окружного секретаріату)
Підрозділ окружного секретаріату Акуресса — підрозділ окружного секретаріату округу Матара, Південна провінція, Шрі-Ланка. Головне місто - Акуресса. Складається з 46 Грама Ніладхарі.

## Демографія
| Кількість Грама Ніладхарі | Площа (км2) | Населення (2012) | Населення (2012) | Населення (2012)  | Населення (2012) | Населення (2012) | Населення (2012) | Густота населення (/км2) |
| Кількість Грама Ніладхарі | Площа (км2) | Сингали          | Ларакалла        | Ланкійські таміли | Індійські таміли | Інші             | Всього           | Густота населення (/км2) |
| ------------------------- | ----------- | ---------------- | ---------------- | ----------------- | ---------------- | ---------------- | ---------------- | ------------------------ |
| 46                        | 148,8       | 51,28            | 7                | 519               | 865              | 5                | 52,595           | 357                      |